# Verdon (patrouilleur)
Pour les articles homonymes, voir Verdon.
Le Verdon (P602) est un vedette côtière de surveillance maritime (VCSM) de la gendarmerie maritime mis en service le 17 juillet 2003. Depuis 2008, cette vedette de servitude fait partie des forces armées de la zone sud de l'océan Indien. D'abord basée à La Réunion, où elle remplaçait la Jonquille, elle est transférée à la base navale de Dzaoudzi à Mayotte durant l'été 2017.
L’Odet et le Verdon n’ont pas survécu au passage du cyclone Chido, qui a ravagé l’île le 14 décembre,